# Pterolophia luteomarmorata
Pterolophia luteomarmorata är en skalbaggsart som beskrevs av Stefan von Breuning 1938. Pterolophia luteomarmorata ingår i släktet Pterolophia och familjen långhorningar. Inga underarter finns listade i Catalogue of Life.